# Геометрична теорія груп
Геометрична теорія груп — галузь математики, що вивчає скінченно-породжені групи за допомогою зв'язків між їхніми алгебричними властивостями та топологічними й геометричними властивостями просторів, на яких такі групи діють, або самих груп, які розглядаються як геометричні об'єкти (що зазвичай полягає в розгляді графа Келі та відповідної словникової метрики).
Геометрична теорія груп, як окрема галузь математики, з'явилася порівняно недавно, і стала чітко виділятися наприкінці 1980-х — початку 1990-х. Геометрична теорія груп взаємодіє з маломірною топологією, гіперболічною геометрією, алгебричною топологією, обчислювальною теорією груп. Також вона пов'язана з теорією складності, математичною логікою, дослідженням груп Лі та їх дискретних підгруп, динамічними системами, теорією ймовірностей, K-теорією та іншими галузями математики.

## Історія
Першим результатом у геометричній теорії груп слід вважати теорему Громова про групи поліноміального зростання. У доведенні вперше використано так звану збіжність за Громовим — Гаусдорфом.
Проте основний крок у формуванні геометричної теорії груп зроблено в статті Громова про гіперболічні групи. Наведене в ній визначення гіперболічної групи дало наочну геометричну інтерпретацію теорії груп із малими скороченнями.